# Bình Trung (Bà Rịa-Vũng Tàu)
Bình Trung is een xã in het district Châu Đức, een van de districten in de Vietnamese provincie Bà Rịa-Vũng Tàu.